# 84. Infanterie-Division (Wehrmacht)
Die 84. Infanteriedivision war eine deutsche Infanteriedivision im Zweiten Weltkrieg. 

## Geschichte

### Aufstellung
Die Division wurde am  2. Februar 1944 bei Dieppe in Frankreich aufgestellt. 

### Besatzungstruppe in Frankreich
Im Jahr 1944 war sie in Kämpfe gegen Westalliierte Truppen in der Normandie in Frankreich verwickelt. 

### Vernichtung 1944
Am 20. August 1944 wurde die Division im Kessel von Falaise vernichtet.

### Wiederaufstellung
Ab Oktober 1944 wurde die Division im Raum Kleve erneut aufgestellt.  

### Vernichtung 1945
Die neu aufgestellte Division ging bei Kämpfen um den Brückenkopf von Wesel im Februar/März 1945 am Niederrhein unter. 